# Musse Sogn
Musse Sogn er et sogn i Lolland Østre Provsti (Lolland-Falsters Stift).
I 1800-tallet var Musse Sogn anneks til Døllefjelde Sogn. Begge sogne hørte til Musse Herred i Maribo Amt. Døllefjelde-Musse sognekommune blev ved kommunalreformen i 1970 indlemmet i Nysted Kommune, der ved strukturreformen i 2007 indgik i Guldborgsund Kommune.
I Musse Sogn ligger Musse Kirke.
I sognet findes følgende autoriserede stednavne:
- Bramsløkke Mark (bebyggelse)
- Lille Musse (bebyggelse, ejerlav)
- Lille Musse Skov (bebyggelse)
- Musse Mader (bebyggelse)
- Musse Stilunder (bebyggelse)
- Store Musse (bebyggelse, ejerlav)